# ابو سدیره
ابو سدیره منطقه‌ای مسکونی در قطر است که در شهرداری دوحه واقع شده‌است.